# Crash Bandicoot 3: Warped
Crash Bandicoot 3: Warped is een computerspel ontwikkeld door Naughty Dog en uitgegeven door Sony Interactive voor de PlayStation. Het platformspel is uitgekomen in de VS op 31 oktober 1998, in Europa op 5 december 1998, en in Japan op 17 december 1998.

## Verhaal
De overblijfselen van een ruimtevaartstation, eigendom van Doctor Neo Cortex, crashen op de aarde en bevrijden een kwaadaardige geest. Het blijkt Uka Uka te zijn, Aku Aku's kwade tweelingbroer die zich bij de groep van Cortex aansluit. Ze willen de krachtige kristallen in handen krijgen die verspreid door de tijd liggen, om zo de energie te gebruiken die iedereen op aarde tot hun onderdaan kan maken.
Crash Bandicoot en Coco Bandicoot moeten door de tijd reizen en zien te voorkomen dat de slechteriken de kristallen in handen krijgen.

## Ontvangst
Crash Bandicoot 3: Warped ontving positieve recensies. Men prees de gameplay, het grafische gedeelte en de muziek. Het spel is uiteindelijk ruim zes miljoen keer verkocht en werd een van de bestverkochte spellen voor de oorspronkelijke PlayStation. Een remaster is verwerkt in het verzamelspel Crash Bandicoot: N. Sane Trilogy uit 2017.
Op aggregatiewebsite Metacritic heeft het spel een verzamelde score van 91%.